# クーデンホーフ＝カレルギー章
クーデンホーフ＝カレルギー章（クーデンホーフ＝カレルギーしょう、ドイツ語: Coudenhove-Kalergi-Plakette）は、ヨーロッパへの目覚ましい関与により、個人および団体を顕彰するために、2002年からミュンスターの欧州連邦主義者連合ドイツ支部により授与される記章である。この記章はリヒャルト・クーデンホーフ＝カレルギーに由来する。

## 受章者
クーデンホーフ＝カレルギー章の授与は通例としてミュンスターのエルプドロステンホーフで行われる。
- 2002年: アンヌマリー・ポイス（ドイツ語版）[1]
- 2005年: EUREGIO（英語版）
- 2007年: ジャン＝クロード・ユンケル[2]
- 2010年: シモーヌ・ヴェイユ[3]